# A Rákóczi-szabadságharc pénzérméi

## Kuruc pénzérmék

### Magyarországi veretek
| Kép                                            | Kép             | Névérték                      | Műszaki paraméterek | Műszaki paraméterek | Műszaki paraméterek | Leírás      | Leírás | Leírás                                                                                                  | Első veret  |
| Előlap                                         | Hátlap          | Névérték                      | Átmérő              | Tömeg               | Összetétel          | Perem       | Előlap | Hátlap                                                                                                  | Első veret  |
| Értékpénzek                                    | Értékpénzek     | Értékpénzek                   | Értékpénzek         | Értékpénzek         | Értékpénzek         | Értékpénzek | Értékpénzek | Értékpénzek                                                                                             | Értékpénzek |
| ---------------------------------------------- | --------------- | ----------------------------- | ------------------- | ------------------- | ------------------- | ----------- | --- | --- | ----------- |
|                                                |                 | poltura                       | 20 mm               |                     | Ag                  |             | ·MONETA·NOVA·ARGEN·REG·HVNG·1, koronás kiscímer                                                                   | Madonna a kis Jézussal, két oldalán megosztva ·P H·2, alatta POLTURA, verési évszám, verdejegy          | 1703        |
|                                                |                 | poltura                       | 20 mm               | 0,87 g              | Ag                  |             | ·MONETA·NOVA·ARGEN·REG·HVNG·1, koronás kiscímer, gyöngysor                                                        | Madonna a kis Jézussal, két oldalán megosztva ·P H·2, alatta POLTURA, verési évszám, verdejegy          | 1704        |
|                                                |                 | ½ tallér (forint)             | 36 mm               | 14 g                | Ag                  |             | MO:NO:ARGE:REG:HVNGA:3, koronás kiscímer barokkos díszítéssel                                                     | ·PATRONA· ·HVNG·4, verési évszám, felhőn trónoló Madonna a kis Jézussal, kétoldalt megosztva verdejegy  | 1704        |
|                                                |                 | dukát                         | 23 mm               | 3,52 g              | Au                  |             | ·MON:NOV: AVR·R·HVNG·5, koronás kiscímer barokkos díszítéssel                                                     | ·PATRONA· ·HVNG·4, verési évszám, felhőn trónoló Madonna a kis Jézussal, kétoldalt megosztva verdejegy  | 1704        |
|                                                |                 | dukát                         | 23 mm               | 3,52 g              | Au                  |             | MONETA·NOVA·AVREA·REG·HVNGA·6, gyöngysor, barokkos kiscímer koronával, díszítéssel, kétoldalt megosztva verdejegy | REGINA·PATRONA·HVNGARIÆ·7, verési évszám, gyöngysoron belül lángnyelvekkel ölelt Madonna a kis Jézussal | 1704        |
|                                                |                 | dukát                         | 23 mm               | 3,52 g              | Au                  |             | ·MON·NOVA· ·AVR·R:HVN·8, koronás kiscímer barokkos díszítéssel                                                    | ·PATRONA· ·HVNG·4, lángnyelvekkel ölelt Madonna a kis Jézussal, kétoldalt megosztva verdejegy           | 1707        |
| Réz szükségpénzek                              |                 |                               |                     |                     |                     |             | | |             |
| [[Fájl:\|43px]]                                | [[Fájl:\|43px]] | denár                         |                     |                     | Cu                  |             | koronás kiscímer, kétoldalt megosztva verdejegy                                                                   | DENARIVS9, verési évszám                                                                                | 1705        |
|                                                |                 | poltura                       | 23 mm               | 2,5 g               | Cu                  |             | ·POLTURA AO.10, verési évszám, koronás kiscímer, kétoldalt megosztva verdejegy                                    | PATRONA HVNGARIÆ11, Madonna a kis Jézussal a bal karján                                                 | 1704        |
| [[Fájl:\|43px]]                                | [[Fájl:\|43px]] | poltura                       |                     |                     | Cu                  |             | ·POLTURA AO.10, verési évszám, koronás kiscímer, kétoldalt megosztva verdejegy                                    | PATRONA HVNGARIÆ11, Madonna a kis Jézussal a jobb karján                                                | 1705        |
| [[Fájl:\|43px]]                                | [[Fájl:\|43px]] | 4 poltura                     |                     |                     | Cu                  |             | MONETA NOVA·12, zárójelben verdejegy, verési évszám, koronás kiscímer                                             | PATRONA HVNGARIÆ11, Madonna a kis Jézussal, díszek közt értékjelzés római számmal                       | 1705        |
| [[Fájl:\|43px]]                                | [[Fájl:\|43px]] | 4 poltura                     |                     |                     | Cu                  |             | koronás kiscímer, kétoldalt megosztva verési évszám, díszek közt értékjelzés arab számmal                         | PATRONA HVNGARIÆ11, Madonna a kis Jézussal                                                              | 1707        |
|                                                |                 | 10 poltura                    | 32 mm               | 8 g                 | Cu                  |             | koronás kiscímer, kétoldalt megosztva verési évszám és verdejegy                                                  | PRO LIBERTATE13, díszek közt értékjelzés                                                                | 1704        |
| [[Fájl:\|43px]]                                | [[Fájl:\|43px]] | 10 poltura                    | 32 mm               | 8 g                 | Cu                  |             | koronás kiscímer (tükörképi), kétoldalt megosztva verési évszám                                                   | PRO LIBERTATE13, díszek közt értékjelzés                                                                | 1705        |
|                                                |                 | 10 poltura (ellenjeggyel)     | 32 mm               | 8 g                 | Cu                  |             | koronás kiscímer, kétoldalt megosztva verési évszám és verdejegy                                                  | PRO LIBERTATE13, díszek közt értékjelzés                                                                | 1704        |
|                                                |                 | 10 poltura (két ellenjeggyel) | 32 mm               | 8 g                 | Cu                  |             | koronás kiscímer, kétoldalt megosztva verési évszám és verdejegy                                                  | PRO LIBERTATE13, díszek közt értékjelzés                                                                | 1704        |
|                                                |                 | 20 poltura                    | 37 mm               | 16 g                | Cu                  |             | koronás kiscímer, kétoldalt megosztva verési évszám és verdejegy                                                  | PRO LIBERTATE, Madonna a kis Jézussal, kétoldalt megosztva ·P H·2, díszek közt értékjelzés              | 1705        |
|                                                |                 | 20 poltura (ellenjeggyel)     | 37 mm               | 16 g                | Cu                  |             | koronás kiscímer, kétoldalt megosztva verési évszám és verdejegy                                                  | PRO LIBERTATE, Madonna a kis Jézussal, kétoldalt megosztva ·P H·2, díszek közt értékjelzés              | 1705        |
| [[Fájl:\|93px]]                                | [[Fájl:\|93px]] | 20 poltura (két ellenjeggyel) | 37 mm               | 16 g                | Cu                  |             | koronás kiscímer, kétoldalt megosztva verési évszám és verdejegy                                                  | PRO LIBERTATE, Madonna a kis Jézussal, kétoldalt megosztva ·P H·2, díszek közt értékjelzés              | 1705        |
| A képeken 2,5 pixel felel meg 1 milliméternek. |                 |                               |                     |                     |                     |             | | |             |

### Erdélyi veretek
Rákóczi mint Erdély fejedelme is veretett dukátokat.
| Kép                                            | Kép             | Névérték | Műszaki paraméterek | Műszaki paraméterek | Műszaki paraméterek | Leírás | Leírás | Leírás | Első veret |
| Előlap                                         | Hátlap          | Névérték | Átmérő              | Tömeg               | Összetétel          | Perem  | Előlap | Hátlap | Első veret |
| ---------------------------------------------- | --------------- | -------- | ------------------- | ------------------- | ------------------- | ------ | --- | --- | ---------- |
| [[Fájl:\|58px]]                                | [[Fájl:\|58px]] | dukát    | 23 mm               | 3,52 g              | Au                  |        | MONETA NOVA AVREA TRANS: Erdély címere, benne közeppajzsként elhelyezve a Rákócziak címere                                         | TANDEM OPPRESSA RESVRGET·5, hármashalmon pálmafa, kétoldalt megosztva verdejegy és verési évszám                              | 1705       |
| [[Fájl:\|58px]]                                | [[Fájl:\|58px]] | dukát    | 23 mm               | 3,52 g              | Au                  |        | FRAN.II.D.G.S.R.I.ET TRANSYLV.PRINC.RAKOCZI., II. Rákóczi Ferenc balra néző mellképe, jobbjában jogar, a baljával kardját markolja | PAR.REGN.HVNG.DOM, verdejegy, ET SICVL.COM:, verési évszám, Erdély címere, benne közeppajzsként elhelyezve a Rákócziak címere | 1707       |
| A képeken 2,5 pixel felel meg 1 milliméternek. |                 |          |                     |                     |                     |        | | |            |